# Народная партия Ниуэ
Народная партия Ниуэ (англ. Niue People's Party), также известная как Партия народного действия Ниуэ (англ. Niue People's Action Party) — единственная политическая партия, существовавшая в Ниуэ. 
Основана в 1987 году. На выборах в Ассамблею Ниуэ в 1990 году партия получила 12 мест. К действующему на тот момент премьер-министру Роберту Рексу партия являлась оппозиционной. Представители Народной партии заняли в Ассамблеи девять мест из 20 по результатам выборов 1996 года. Партия также выиграла выборы 1999 года, премьер-министром Ассамблея избрала Сани Лакатани; на апрельских парламентских выборах 2002 года партия выиграла 6 из 20 мест в законодательной ассамблее. Лакатани сменил на посту премьер-министра в 2002 году Янг Вивиан, сам же Лакатани стал его заместителем. Распущена в июле 2003 года. К 2020 году новых политических партий в стране не появилось.